# Nikki Blonsky
Nikki Blonsky, (Nicole Margaret Blonsky, Great Neck, Nova Iorque, 9 de Novembro de 1988), é uma atriz, cantora e compositora norte-americana.

## Biografia
Blonsky começou a sua carreira interpretando Tracy Turnblad no filme Hairspray' de 2007. Graças a esse filme, ficou mundialmente conhecida e recebeu uma indicação ao Globo de Ouro. Em 2008, Blonsky lançou seu primeiro álbum solo. Ela tem um irmão chamado Joey e se formou na Great Neck Village School em junho de 2006.
Fez teatro até 2005, e no mesmo ano fez uma peça em sua escola e interpretou Madame Thernandier na peça Les Miserables (Os Miseráveis), e no ano seguinte estava na equipe de produção da peça Kiss Me Kate. Nikki foi escolhida entre milhares de candidatas para interpretar Tracy em Hairspray. Em Setembro de 2007, acabou de filmar o seu segundo filme, Harold, estrelando também Spencer Breslin, Ally Sheedy, Stella Maeve, Fred Willard e Cuba Gooding Jr. Sua personagem, Rhonda, é uma menina nerd que torna-se amiga de Harold (Spencer Breslin) e o servente do colégio (Cuba Gooding Jr.) de onde eles estudam. No dia 26 de Outubro de 2007, Blonsky começou a filmar seu novo filme para o canal americano Lifetime Television.. O filme se chama Queen Sized e sua personagem se chama Maggie Baker. O filme fala sobre uma menina que é nomeada representante da sala de seu colégio. Não sabendo que foi apenas uma brincadeira feita pelas meninas populares do colégio, Maggie leva a sério o fato de ser representante.
Em 2009, Blonsky grava seu primeiro CD solo e também espera o lançamento de seu filme Waiting For Forever, onde interpreta a (coadjuvante/secundária) Dolores. O filme também estrela Rachel Bilson e Jaime King. No mesmo ano, Blonsky também faz uma participação em um episódio da série Ugly Betty.

## Vida Pessoal
Em 2020, Blonsky se assumiu homossexual. 

## Filmografia
| Ano  | Filme               | Personagem     | Notas                         |
| ---- | ------------------- | -------------- | ----------------------------- |
| 2007 | Hairspray           | Tracy Turnblad | Protagonista Principal        |
| 2008 | Harold              | Rhonda         | Protagonista Secundária       |
| 2008 | Queen Sized         | Maggie Baker   | Protagonista Principal        |
| 2009 | Waiting For Forever | Dolores        | Pós Produção                  |
| 2009 | Ugly Betty          | Teri           | Episódio: Dressed for Success |
| 2010 | Huge (TV series)    | Willamina      | Protagonista Principal        |

## Carreira musical
Nikki Blonsky começou a trabalhar em seu álbum de estreia em setembro de 2007. Ela confirmou em novembro de 2007, que estava trabalhando com o músico de rock alternativo Duncan Sheik em várias faixas. Seu primeiro single, "On a High", um cover de uma das faixas Sheik, foi destaque no Lifetime Original Movie Queen Sized, em que Blonsky também estrelou. Em 18 de dezembro de 2007, ela se apresentou com o Turtle Creek Chorale em seu primeiro show solo.
Blonsky abrangeu o clássico Disney, "A Dream is a Wish Your Heart Makes" de Cinderela para DisneyMania 6, que foi lançado em 20 de maio de 2008.